# Stade communal de Faraggiana
Le Stade communal de Faraggiana (en italien : Stadio comunale Faraggiana), est un stade de football italien situé à Grana, quartier nord de la ville d'Albissola Marina, en Ligurie.
Le stade, doté de 500 places et inauguré en 1950, sert d'enceinte à domicile à l'équipe de football de l'Albissola 2010.

## Histoire
Le stade ouvre ses portes en 1950. Il est inauguré le 1er novembre 1950 lors d'un match amical entre les locaux de l'Albissole et de la Sampdoria.
En plus d'être le stade principal du club de l'Albissola 2010, le stade lui sert également de lieu d'entraînement.

## Galerie

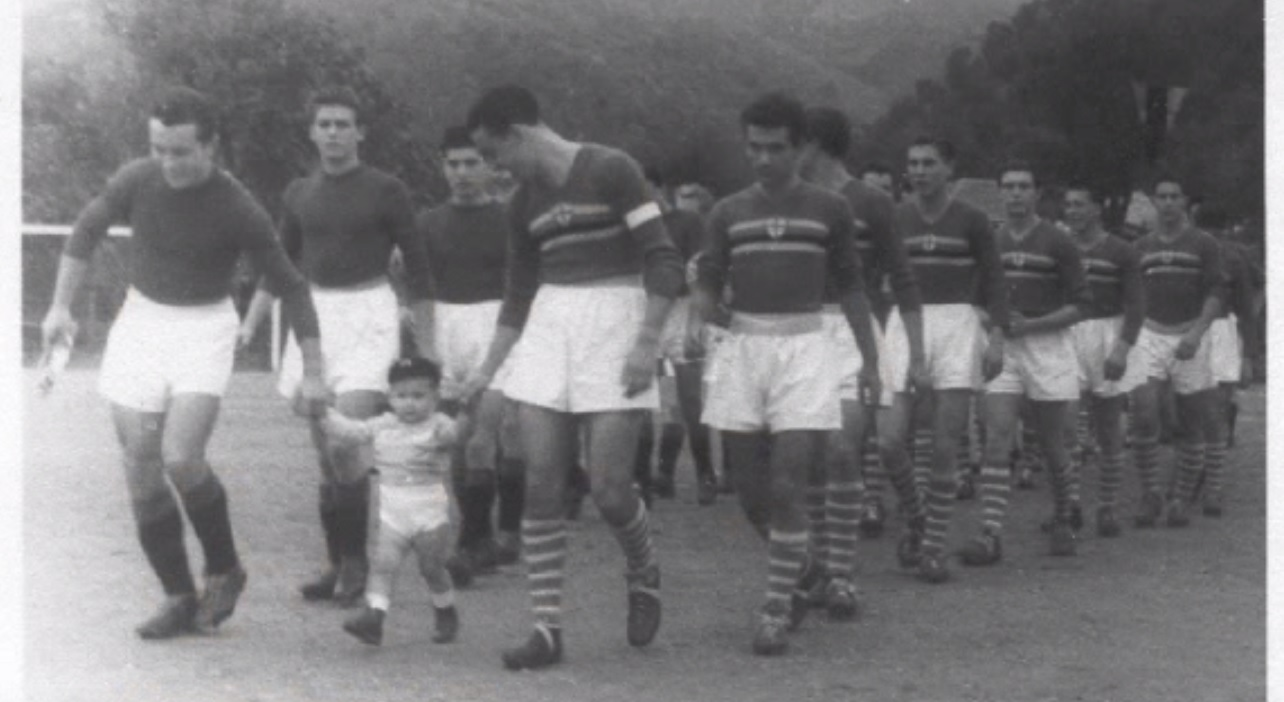
Match amical entre Albisola et la Sampdoria pour l'inauguration du Faraggiana le 1er novembre 1950
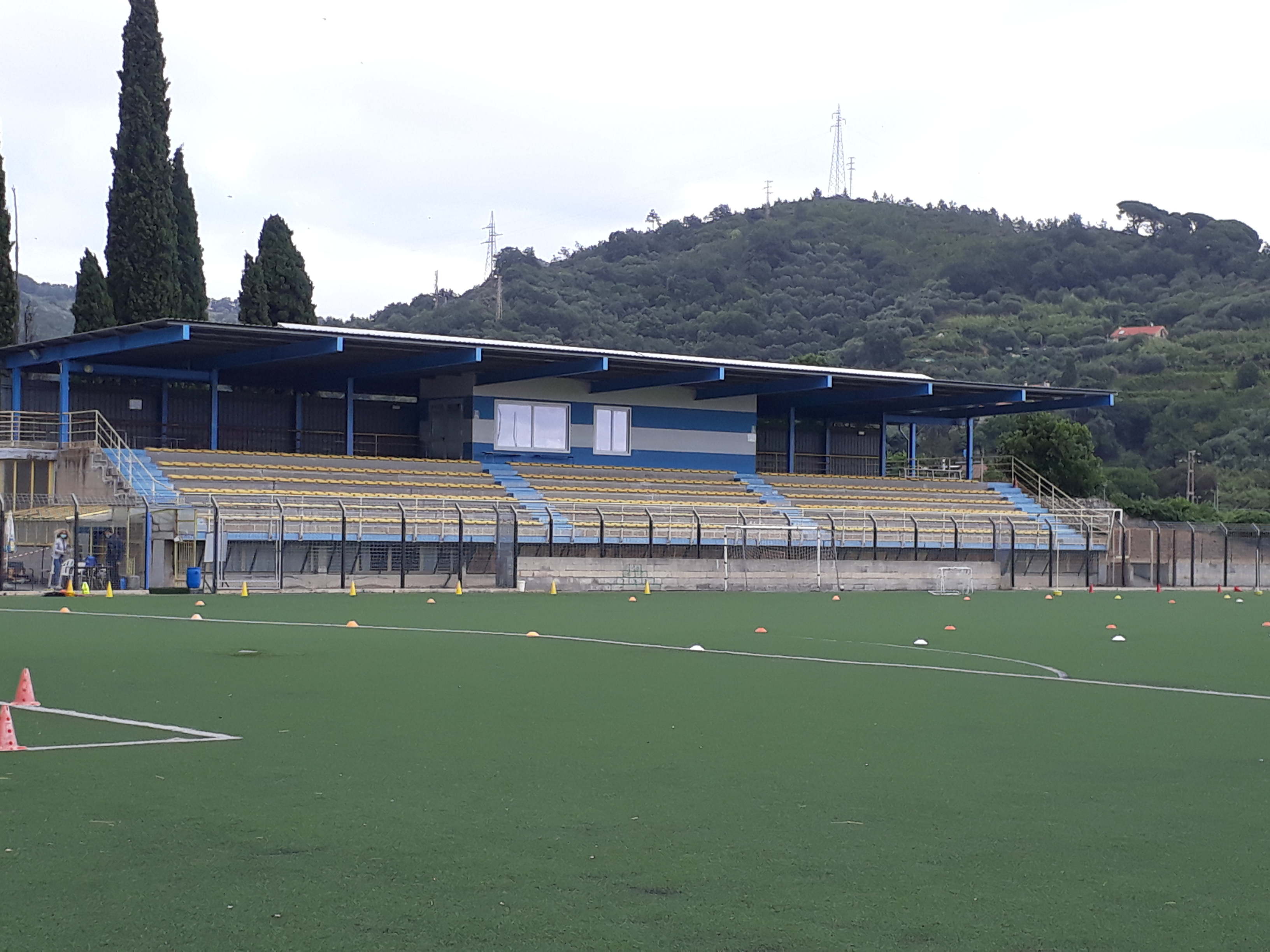
Vue de la tribune du stade communal de Faraggiana